# Косу (коммуна)
Коссу́ (фр. Caussou) — коммуна во Франции, находится в регионе Юг — Пиренеи. Департамент коммуны — Арьеж. Входит в состав кантона Ле-Кабан. Округ коммуны — Фуа.
Код INSEE коммуны — 09087.

## Население
Население коммуны на 2008 год составляло 66 человек.
| 1962 | 1968 | 1975 | 1982 | 1990 | 1999 | 2008 |
| ---- | ---- | ---- | ---- | ---- | ---- | ---- |
| 117  | 145  | 119  | 95   | 72   | 84   | 66   |

## Экономика
В 2007 году среди 32 человек в трудоспособном возрасте (15—64 лет) 25 были экономически активными, 7 — неактивными (показатель активности — 78,1 %, в 1999 году было 52,9 %). Из 25 активных работали 22 человека (15 мужчин и 7 женщин), безработных было 3 (1 мужчина и 2 женщины). Среди 7 неактивных 2 человека были учениками или студентами, 3 — пенсионерами, 2 были неактивными по другим причинам.